# Monestir de Jonqueres
Santa Maria de Jonqueres fou un monestir de monges de la ciutat de Barcelona que va estar al carrer de Jonqueres des del segle xiii fins al xix, en què l'església i el claustre foren traslladats pedra a pedra al carrer d'Aragó i avui en dia forma part de l'església parroquial de la Concepció al districte de l'Eixample.

## Història
La congregació de monges va néixer l'any 1214 dintre de la parròquia de Sant Vicenç de Jonqueres, entre Sabadell i Terrassa. El 1273, les monges es van traslladar a una nova ubicació dintre de la ciutat de Sabadell per a traslladar-se de nou el 1293 al seu emplaçament definitiu en el barceloní carrer de Jonqueres. Eren de l'orde de les Monges Comanadores de Sant Jaume, branca femenina conventual de l'Orde de Sant Jaume de l'Espasa, orde militar d'origen castellà.
Ocupava el solar entre la muralla medieval (actual plaça d'Urquinaona) i els carrers de Jonqueres i Torrent de Jonqueres (actual Via Laietana). No va ser mai un monestir massa destacat i la congregació va acabar dissolent-se el després que les monges fossin expulsades per les tropes napoleòniques. Aleshores, l'edifici es va convertir en hospital militar. A mitjans del segle xix es va transformar en correccional, per a passar a ser uns anys més tard caserna militar, però el 1868 la Junta Revolucionaria Provincial de Barcelona va decidir que l'antic monestir havia de ser enderrocat per raons urbanístiques.
L'any 1869, el bisbe Pantaleó Montserrat i Navarro plantejà la construcció d'una nova parròquia dedicada a la Immaculada Concepció en el nounat Eixample, que en aquesta època encara era una zona de camp. Treballant d'acord amb la Comissió de Monuments i amb l'Acadèmia de Belles Arts, l'arquitecte Josep Buxareu i Gallart projectà el trasllat de l'església i el claustre, tasca finalment dirigida per Jeroni Granell i Mundet. La nova església, juntament amb la planta baixa del claustre, seria inaugurada solemnement el 14 de juny del 1871.
El 2022, les obres de repavimentació del carrer de Jonqueres van deixar al descobert noves restes arqueològiques del monestir, que el Servei d'Arqueologia de Barcelona va decidir no conservar pel seu escàs valor patrimonial.

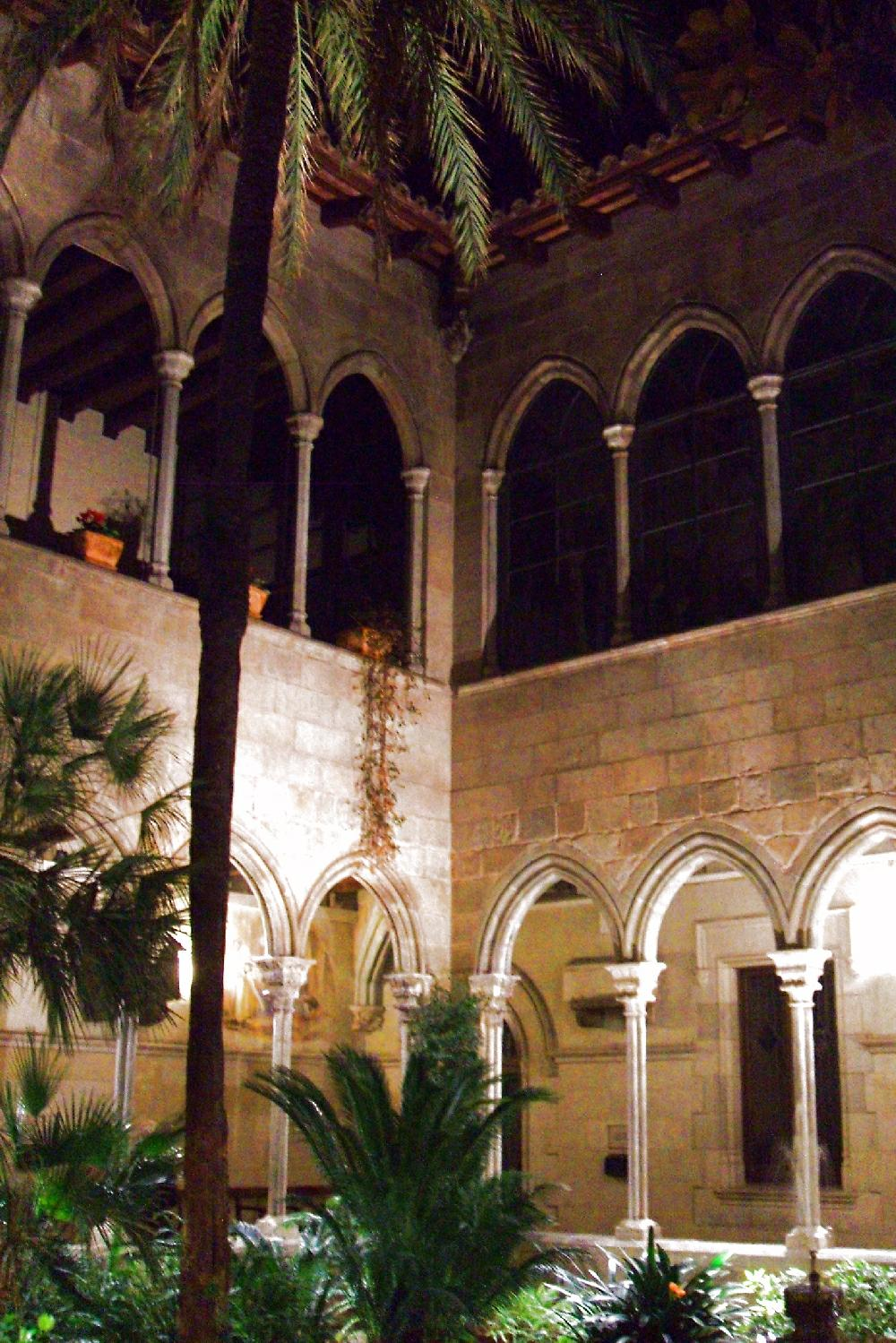
Claustre del monestir
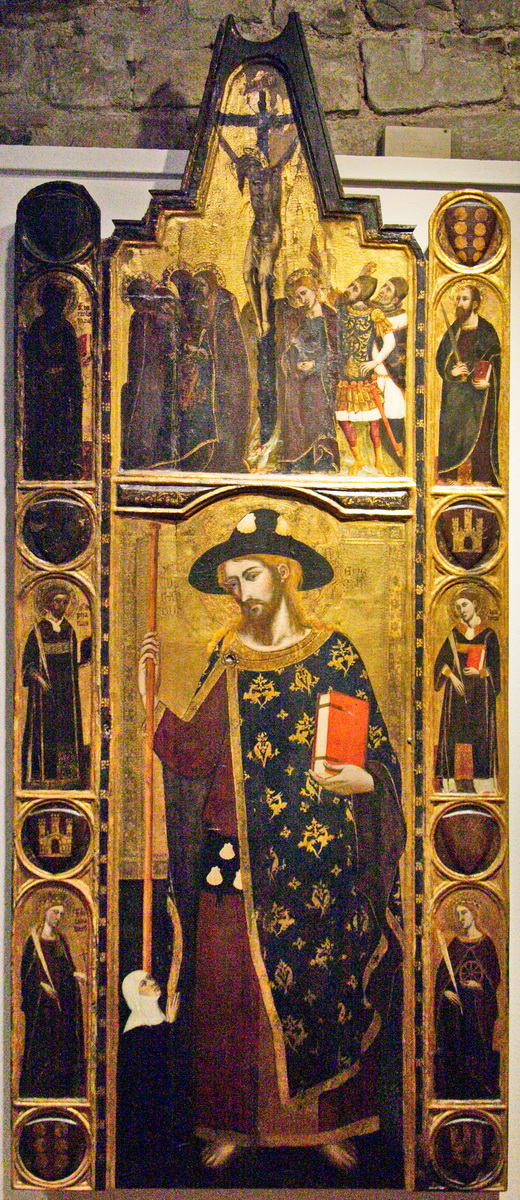
Retaule de Sant Jaume (segle xv), obra de Ferrer Bassa, avui al Museu Diocesà de Barcelona
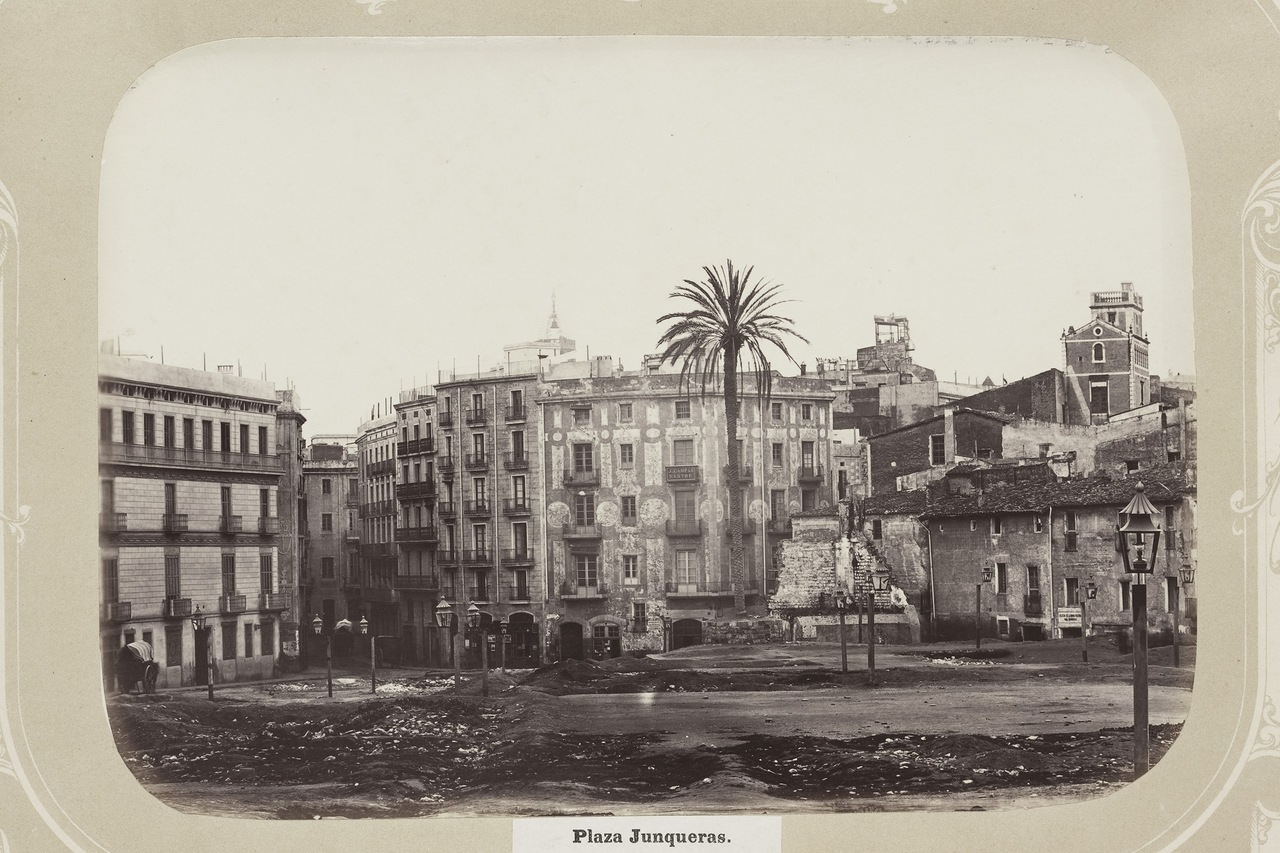
Plaça de Jonqueres el 1874, amb la palmera de l'antic monestir